# Otto Busse (Geometer)
Otto Carl Wilhelm Busse (* 3. Mai 1836 in Berlin; † 5. Juni 1889 ebenda) war ein deutscher Geometer.

## Biografie
Otto Busse wurde als Sohn des Architekten Carl Ferdinand Busse und dessen Ehefrau Ottilie Wilhelmine Ludovica Philippine von Arnim in Berlin geboren. Während seine drei Brüder Carl, Conrad und August Architekten wurden, machte er eine Ausbildung zum Geometer. 1870 wurde er als Regierungs-Geometer vom  Rittergutsbesitzer Carstenn mit der Parzellierung des früheren Eckardstein'schen Park-Grundstücks in Charlottenburg beauftragt.
Auf Anregung Carstenns, dem zu der Zeit der Hauptteil der Schöneberger Wiesen gehörte, wurde zur Bebauung derselben 1872 eine eigene AG, die Berlin-Hamburger Immobilien-Gesellschaft gegründet. Otto Busse und sein Bruder Conrad wurden zu technischen Direktoren ernannt. 1873 stellte Otto Busse ein eigenes Stadtplanprojekt vor, für das sein Bruder Conrad die Entwürfe geliefert hatte.
Busse war seit 1865 verheiratet mit Margarethe Philippine Walter. Der Pharmazeut und Botaniker Walter Busse war sein Sohn.

## Schriften
- Erläuterungen über den Bau der Berliner Central-Eisenbahn. Krause, Berlin 1872 (Druckversion in der Google-Buchsuche).
- Über den Bau einer Lokomotivbahn durch die Stadt Berlin. Commissions-Verlag von Paul Scheller, Berlin 1873 (Volltext in der Google-Buchsuche).